# محمود عيد (لاعب كرة قدم)
محمود خير محمد الدحادحة (ولد في 26 يونيو 1993 في نيكوبينغ، السويد) لاعب كرة قدم دولي فلسطيني (حامل أيضا الجنسية السويدية) يجيد اللعب في مركز الجناح الأيسر كما يجيد اللعب في مركز الجناح الأيمن والوسط المهاجم. يلعب حاليا لصالح المحرق الذي ينافس في الدوري البحريني الممتاز منذ 2021.

## المسيرة الرياضية

### الأندية
نشأ في هاماربي السويدي وتم تصعيده للفريق الأول في 2011. في موسمه الأول مع هاماربي ساهم عيد في بقاء هاماربي في الدرجة الممتازة بعدما احتل هاماربي المركز الحادي عشر في الدوري الممتاز برصيد 40 نقطة بفارق نقطة واحدة عن منطقة الهبوط. أما في كأس السويد فقد خسر من نورتالي 0-1 وخرج من الدور ال64.
في 2 فبراير 2012 انتقل عيد من هاماربي إلى فاسالوندس السويدي في الدرجة الثالثة. ساهم عيد في احتلال فاسالوندس المركز الرابع في مجموعة الشمال ليفشل في صعود الفريق إلى الدرجة الثانية. أما في كأس السويد فقد خسر فاسالوندس في الدور الأول من أراميسك سيريانسكا 2-3 وخرج من منافسات البطولة.
في 28 يوليو 2013 انتقل عيد في صفقة انتقال حر إلى نيكوبينغ السويدي في الدرجة الثالثة. ساهم عيد في احتلال نيكوبينغ المركز الثالث في مجموعة الشمال برصيد 49 نقطة بفارق نقطة واحدة عن الوصيف الذي شارك في ملحق الصعود. أما في كأس السويد 2013–14 خسر نيكوبينغ في الدور الثاني من هكن 0-1 ليخرج من منافسات البطولة. في الموسم التالي 2014 تراجع مستوى الفريق ككل واحتل المركز السابع في مجموعة الشمال برصيد 35 نقطة بفارق 20 نقطة عن صاحب المركز الثاني المؤهل لملحق الصعود. وفي بطولة كأس السويد 2014–15 خسر نيكوبينغ من سيريانسكا من الدرجة الثانية 1-3 وخرج من منافسات البطولة. وفي موسمه الثالث والأخير مع نيكوبينغ ساهم في احتلال الفريق المركز السادس برصيد 37 نقطة بفارق 11 نقطة عن صاحب المركز الثاني المؤهل لملحق الصعود.
في 1 يناير 2016 انتقل عيد في صفقة انتقال حر إلى أتفدابيرجس السويدي في الدرجة الثانية. في منتصف الموسم وتحديدا في 11 أغسطس انتقل عيد من أتفدابيرجس إلى كالمار السويدي في الدرجة الممتازة. ساهم عيد في احتلال كالمار المركز السادس برصيد 44 نقطة في الدوري السويدي الممتاز 2016 بعدما كان احتل المركز الثالث عشر في الموسم السابق. في الموسم التالي 2017 تراجع مستوى كالمار كثيرا واحتل المركز الثاني عشر برصيد 32 نقطة بفارق نقطتين عن منطقة الهبوط. أما في كأس السويد 2016–17 فقد خرج كالمار في دور المجموعات بعد احتلال المركز الثاني في المجموعة الخامسة برصيد 5 نقاط بفارق نقطتين عن المتصدر تريليبورغ.
في 28 مارس 2018 تمت إعارة عيد إلى ميوندالن النرويجي في الدرجة الثانية. على الرغم من تقديمه أداء رائع إلا أن ميوندالن قرر إنهاء الإعارة في 15 يوليو 2018.
في 10 أغسطس 2018 انتقل عيد من كالمار إلى غايس غوتنبرغ السويدي في الدرجة الثانية بالإعارة حتى نهاية الموسم. ساهم عيد في احتلال غايس غوتنبرغ المركز العاشر في بطولة الدوري بفارق 3 نقاط عن منطقة الهبوط.
في موسم 2019 ساهم عيد في احتلال كالمار المركز الرابع عشر برصيد 23 نقطة وبالتالي اللعب في ملحق البقاء ضد براغي وتمكن من الفوز على 4-2 في مجموع المباراتين والبقاء في الدوري الممتاز. أما في بطولة كأس السويد 2018-19 فقد خسر كالمار من أسيريسكا من الدرجة الرابعة 1-3 وخرج من منافسات البطولة.
في 7 يناير 2020 انتقل عيد في صفقة انتقال حر من كالمار إلى بيرسيبايا سورابايا الإندونيسي في الدرجة الممتازة. لعب عيد مباراتين مسجلا هدف واحد ثم تم إعلان إيقاف الموسم الرياضي في اندونيسيا بعد مرور ثلاث جولات بسبب انتشار جائحة كورونا.
في 5 يناير 2021 انتقل عيد في صفقة انتقال حر من بيرسيبايا سورابايا إلى مسيمير القطري في الدرجة الثانية. ساهم عيد في احتلال مسيمير المركز الرابع برصيد 29 نقطة بفارق 16 نقطة عن صاحب المركز الثاني المؤهل إلى ملحق الصعود. وساهم غيد في وصول مسيمير إلى الدور الربع النهائي في بطولة كأس الاتحاد القطري حيث خسر من المرخية 1-4 وخرج من منافسات البطولة. وفي بطولة كأس الدرجة الثانية القطري ساهم عيد في تتويج مسيمير بالبطولة بعدما تغلب في المباراة النهائية على معيذر 1-0 ليحقق عيد أولى بطولاته الشخصية.
في 1 أغسطس 2021 انتقل عيد في صفقة انتقال حر من مسيمير إلى المحرق البحريني في الدوري الممتاز. لم يشارك عيد في أي مباراة في بطولة الدوري حيث كان المحرق يحتل المركز العاشر والأخير برصيد نقطة واحدة من 3 مباريات مع وجود مباراة واحدة مؤجلة. وفي بطولة كأس ملك البحرين ساهم في صعود المحرق إلى الدور الربع النهائي عندما ساهم في فوزه في الدور الثمن النهائي على المالكية (الدرجة الثانية) 3/1 حيث سجل الهدف الثالث. وفي بطولة كأس الاتحاد الآسيوي لم يقيد في قائمة الفريق المشاركة في البطولة والتي توج بها لاحقا. في 21 نوفمبر 2021 تم فسخ العقد بين عيد والمحرق بالتراضي.

### المنتخبات
في 6 نوفمبر 2011 استدعي عيد للمرة الأولى إلى صفوف منتخب فلسطين أمام السعودية وديا حيث انتهت المباراة بالخسارة 0-2.
قرر المدرب أحمد الحسن استدعاء عيد للمشاركة في كأس آسيا 2015 التي أقيمت في أستراليا. وقع فلسطين في المجموعة الرابعة حيث شارك عيد في جميع المباريات الثلاث التي خسرها فلسطين من اليابان 0-4 والأردن 1-5 والعراق 0-2 ليخرج من الدور الأول.
كما شارك عيد مع فلسطين في الدور الثاني من تصفيات كأس العالم 2018 (آسيا) حيث وقع في المجموعة الأولى وشارك في أربع مباريات حيث فاز على ماليزيا 6-0 وتعادل مع الإمارات 0-0 وتيمور الشرقية 1-1 وخسر من السعودية 2-3 ليحتل في النهاية المركز الثالث برصيد 14 نقطة ويخرج من تصفيات كأس العالم ولكنه تأهل إلى تصفيات كأس آسيا 2019 – المرحلة الثالثة. بعد مرور سنتين ونصف من الابتعاد تم استدعاء عيد للمشاركة في ختام مباريات الدور الثالث أمام عمان التي انتهت بالخسارة 0-1 وبالتالي احتلال فلسطين المركز الثاني والتأهل إلى كأس آسيا 2019 في الإمارات. قرر الجزائري نور الدين ولد علي عدم استدعاء عيد للمشاركة في كأس آسيا.
في تصفيات كأس العالم 2022 (آسيا) شارك عيد في مباراة واحدة في الدور الثاني وكانت أمام سنغافورة والتي خسرها 1-2. وفي نهاية المباريات احتل فلسطين المركز الثالث برصيد 10 نقاط وخرج من تصفيات كأس العالم ولكنه تأهل إلى تصفيات كأس آسيا 2023 - الدور الثالث.

## الإحصائيات

### الأندية
| النادي         | الموسم         | الدوري         | الدوري  | الدوري  | الكأس الوطني | الكأس الوطني | كأس الدوري | كأس الدوري | أخرى    | أخرى    | المجموع | المجموع |
| النادي         | الموسم         | الدرجة         | مباريات | الأهداف | مباريات      | الأهداف      | مباريات    | الأهداف    | مباريات | الأهداف | مباريات | الأهداف |
| -------------- | -------------- | -------------- | ------- | ------- | ------------ | ------------ | ---------- | ---------- | ------- | ------- | ------- | ------- |
| المحرق         | 2021           | الدوري الممتاز | 3       | 0       | 1            | 1            | 0          | 0          | 0       | 0       | 4       | 1       |
| الإجمالي الكلي | الإجمالي الكلي | الإجمالي الكلي | 3       | 0       | 1            | 1            | 0          | 0          | 0       | 0       | 4       | 1       |

## الألقاب والجوائز
- الأندية
  - مسيمير
    - كأس الدرجة الثانية (1): 2020-21

## روابط خارجية
- محمود عيد على موقع اتحاد السويد (السويدية)
- محمود عيد على موقع قاعدة بيانات كرة القدم.إي يو (الإنجليزية)
- محمود عيد على موقع ناشيونال فوتبول تيمز (الإنجليزية)
- محمود عيد على موقع Soccerway.com (الإنجليزية)
- محمود عيد على موقع عالم كرة القدم.نت (الإنجليزية)